# Сара Бодрі
Сара Бодрі (19 березня 1994 , Прінс-Джордж, Британська Колумбія ) — канадська біатлоністка, бронзова призерка чемпіонату світу серед юніорів 2014 року в перегонах переслідування.

## Спортивна кар'єра
Першими міжнародними змаганнями в кар'єрі Сари Бодрі став чемпіонат світу серед юніорів 2011 року, що відбувся у чеському Нове Место-на-Мораві, де найкращим результатом спортсменки стало 33-тє місце в індивідуальних перегонах на 10 км. Рік по тому на аналогічних змаганнях у Контіолахті змогла досягти 20-го місця в перегонах переслідування.
Першою медаллю на міжнародних змаганнях для Бодрі стало «срібло» в перегонах переслідування Чемпіонату Північної Америки з літнього біатлону 2012 року.
6 січня 2014 року канадка дебютувала на етапі Кубка IBU у Валь-Ріданні, посівши в спринті 33-тє місце. У березні того ж року на чемпіонаті світу серед юніорів в американському Преск-Айлі Бодрі здобула бронзову медаль у перегонах переслідування, ставши першою представницею Канади, що зійшла на п'єдестал пошани в подібних змаганнях.
У наступному сезоні біатлоністка провела свої перші перегони в Кубку світу, проте найбільше, на що вона спромоглася в особистих перегонах, це 62-ге місце. У сезоні 2015-2016 на етапі в канадському Кенморі Бодрі здобула свої перші бали в залік Кубка світу, посівши 38-ме місце в спринті.
У січні 2018 року Сару Бодрі внесли в канадську заявку на Олімпіаду в Пхьончхані. На іграх спортсменка взяла участь в індивідуальних перегонах на 12,5 км, показавши 29-й результат, а ще у складі естафетної канадської четвірки посіла 10-те місце.
Найкращий результат у кар'єрі Сара Бодрі показала в сезоні 2018-2019, на етапі Кубка світу в Нове Место-на-Мораві, посівши 12-те місце в спринті.

## Результати за кар'єру
Усі результати наведено за даними Міжнародного союзу біатлоністів.

### Олімпійські ігри
| Змагання                        | Інд. перегони | Спринт | Перегони пер. | Мас-старт | Естафета | Змішана ес. |
| Олімпійські ігри 2018 Пхьончхан | 29            | —      | —             | —         | 10       | —           |

### Чемпіонати світу
| Змагання                  | Інд. перегони | Спринт | Перегони пер. | Мас-старт | Естафета | Змішана ес. | Од. змішана ес. |
| ------------------------- | ------------- | ------ | ------------- | --------- | -------- | ----------- | --------------- |
| Осло 2016                 | 60            | 71     | —             | —         | 15       | —           | Не пров.        |
| Естерсунд 2019            | 64            | 47     | 42            | —         | 14       | 16          | —               |
| Антгольц-Антерсельва 2020 | 70            | —      | —             | —         | —        | —           | —               |
| Поклюка 2021              | 51            | 82     | —             | —         | 16       | —           | —               |

### Кубки світу
- Найвище місце в загальному заліку: 74-те 2019 року.
- Найвище місце в окремих перегонах: 12-те.

#### Підсумкові місця в Кубку світу за роками
| Сезон     | Заг. залік | Спринт | Перегони пер. | Інд. перегони | Мас-старт |
| 2015-2016 | 97         | 91     | -             | -             | -         |
| 2017-2018 | 79         | 68     | -             | -             | -         |
| 2018-2019 | 74         | 62     | 83            | 62            | -         |